# The Rosso Sisters
The Rosso Sisters foi um girl group pop americano, formada por quatro irmãs de origem britânica, metade inglesas, metade latinas. As integrantes são: Georgina Rosso, a mais velha, as gêmeas Camilla e Rebecca Rosso (Milly e Becky) que já participaram da Disney Channel, e a mais nova Claudia Juliet Rosso (Lola). A banda ficou conhecida por participar da turnê "Neon Lights Tour" na América do Sul com a Demi Lovato. Elas fizeram parte de todas as aberturas dos Shows.

## Músicas
The Rosso Sisters lançaram seu primeiro EP chamado "Hola Hola" que foi lançado durante turnê com Demi Lovato. Esse EP composto por quatro músicas que são: Hola Hola, See You Smile, Mamacita e We Don't Care About That Anyway. E lançaram mais uma música chamada I Like Boys que está disponível o seu donwload gratuito em seu site oficial.

## Integrantes

### Georgina Rosso
Anne Georgina Rosso, 21 de fevereiro de 1991 (Mendoza, Argentina), e a mais velha do grupo, e já participou de várias séries de TV como Zoey 101,The Suite Life of Zack & Cody e As Aventuras de Raven, Zack & Cody e Hannah Montana.

### Milly e Becky Rosso
Camilla Annabel Rosso (Milly) e Rebecca Alexandra Rosso (Becky), 06 de julho de 1994 (Aylesbury, Londres, Inglaterra), são gêmeas atrizes, e são conhecidas por participar da serie The Suite Life of Zack & Cody e o filme Legally Blondes.

### Lola Rosso
Claudia Juliet Rosso, 01 de junho, 1996 (Inglaterra), e a mais nova do grupo, começou como modelo com a Ford Models em 2010, e teve uma pequena aparição em Legally Blondes.

## Discografia

### Extended plays
| Título    | Detalhes                                                                                   | Posições | Posições | Posições | Posições |
| Título    | Detalhes                                                                                   | EUA      | EUA      | NZ       | BRA      |
| --------- | ------------------------------------------------------------------------------------------ | -------- | -------- | -------- | -------- |
| Hola Hola | - Lançado: 28 de abril de 2014 - Gravadora: Virgin Records - Formato: EP, download digital | 14       | 22       | 34       | 28       |

### Singles
- Hola Hola (2014)

### Outras músicas
- I Like Boys (2014)
- Waterloo (2014)
- Wasteland (2014)
- I'm Single, Bilingual and Ready To Mingle (2014)